# Suzuki Ciaz
El  Suzuki Ciaz  (también conocido como Suzuki Alivio) es un coche compacto producido por Suzuki, desarrollado para reemplazar el SX4 Sedan En los mercados asiáticos y latinoamericanos.

## Especificaciones
El Suzuki Ciaz está disponible tanto en diesel como en gasolina. Se ofrece con un motor de gasolina de 1,4 L de la serie K y un 1.6 L VVT exclusivamente para el mercado chino y el motor diesel de 1,3 L de Fiat. El modelo diesel de los shvs entrega kilometraje del gas por encima de 28.09 millas por galón imperial (km / L) mientras que el kilometraje de la versión de la gasolina es 20.73 km / L según ARAI. La potencia (BHP) será 91.18 (Gasolina) y 88.76 (Diesel). El par (NM) será 130 (Gasolina) y 200 (Diesel). La versión de gasolina del coche también tendrá una opción transmisión automática, la misma que se utilizaba en el SX4 Automático.

### Dimensiones
Suzuki Ciaz tiene 4,490 mm de largo, 1,730 mm de ancho, 1,485 mm de altura, lo que lo convierte en el sedán de segmento B más grande. La distancia al suelo del sedán es de 170 mm y la distancia entre ejes es 2650 mm y el espacio de arranque, es de 490-510 L, uno de los más grandes de su clase.

### Características de seguridad
El Suzuki Ciaz viene con ABS (sistema de frenos antibloqueo) y EBD (distribución electrónica de la fuerza de frenado) en todas las variantes. Viene con el airbag del lado del conductor en variantes medias mientras que los airbags duales en Z y variantes de Z +. El coche también recibe un inverso de los sensores de aparcamiento con cámara trasera. El coche también fue probado por ASEAN NCAP y consiguió una calificación de 4 estrellas.

## Renovación (Suzuki Ciaz)
La Suzuki Ciaz se lanzó a mediados de 2017. Los exteriores del nuevo Ciaz han recibido un montón de actualizaciones cosméticas sobre la versión anterior, incluyendo una parrilla delantera ligeramente rediseñada, faros antiniebla revisados con adornos de cromo, LED DRLs y HID faros de proyector. El nuevo Ciaz también trae ruedas de aleación de diseño nuevo. El acabado de gama alta también tiene un techo solar. Los ajustes físicos también se han llevado hacia el perfil trasero, que cuenta con un racimo de la luz de la reestructuración rediseñado, con acentos de cromo, y un nuevo parachoques trasero. Un nuevo esquema de color "Nexa Blue" también se agrega a las opciones de color actuales.

### Seguridad
El faciatizado Ciaz también tiene muchas características de seguridad. Características como ABS (sistema de frenos antibloqueo), airbags de seguridad dobles y bloqueo de seguridad para niños se han añadido como estándar en todas las variantes. Las ruedas delanteras tienen MacPherson Strut y las ruedas traseras tienen Torsion Beam.

### Interior
En el interior del coche, el tablero de mandos tiene un tema todo negro junto con un sistema de información y entretenimiento con pantalla táctil con conectividad Apple CarPlay. Hay porta botellas tanto en la parte delantera como en la puerta trasera con portavasos en el reposabrazos central trasero. Hay un control automático del clima y sistema de control remoto de audio del sistema integrado de altavoces 2-DIN, integrado con conectividad Bluetooth y AUX.

### Motor y rendimiento
Sin embargo, no hay cambios en el frente mecánico, ya que la nueva versión viene con la misma gasolina de 1,4 L y motores diesel de 1,3 L. Sin embargo, una nueva caja de cambios de 4 velocidades transmisión automática se ha unido a la línea de opciones de transmisión manual para ciertas variantes de gasolina de gama alta.
El motor de gasolina de 1,4 L K14B hace una potencia de 91.1 bhp a 6.000 RPM y 130 Nm de torque a 4.000 RPM, mientras que el 1.3 L DDiS motor diesel hace 88 CV de potencia y 200 Nm de torsión. Maruti Suzuki afirma que la gasolina Ciaz ofrece una eficiencia de combustible de 15–16 km/L, mientras que el recorte de diésel devuelve alrededor de 25 km/L de kilometraje en las condiciones de la carretera de la ciudad.
Junto con el lanzamiento de la facelifted Maruti Suzuki Ciaz, la compañía también está dando un paso audaz. El sedán Ciaz será retirado de los concesionarios regulares y las ventas serán empujadas exclusivamente a los concesionarios premium de Nexa, que actualmente vende S-Cross, Baleno, Ignis y Baleno RS.

## Marketing

### Filipinas
Casi cuatro días después de su esperado lanzamiento en el Salón del Automóvil de Manila en abril de 2016, Suzuki Filipinas se ha unido oficialmente al lucrativo segmento B con el nuevo Ciaz. Se ofrece en la opción de 3 variantes; GL M / T (con transmisión manual de 5 velocidades), GL A / T (con transmisión automática de 4 velocidades) y el ajuste más alto es GLX A / T (con transmisión automática de 4 velocidades) "Suzuki Ciaz 2016 Finalmente Hits Filipinas Showrooms".